# Ilim-Ilima I
Ilim-Ilima I ou Ilim-Ilimma I (r. ca. meados do século XVI a.C. - ca. 1 525 a.C. - cronologia média) foi o rei de Halabe (antes Iamade) em sucessão de seu pai Abael II.

## Reinado

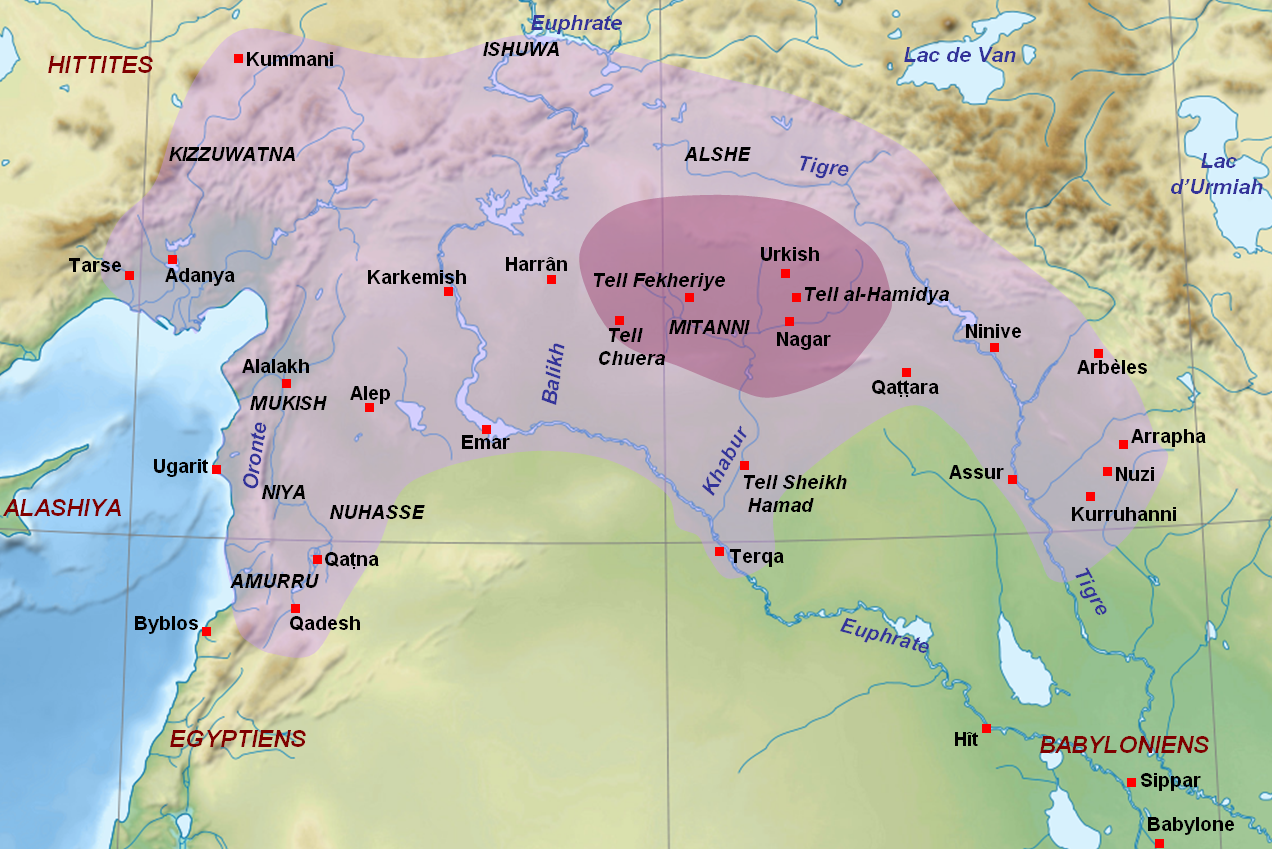
Reino de Mitani sob Parsatatar e Saustatar

Ilim-Ilima é conhecido através de inscrições encontradas na estátua de seu filho Idrimi. Segundo estes textos, Ilim-Ilima tinha como rainha uma dama da realeza de Emar e teve muitos filhos dos quais Idrimi era o mais jovem. Enquanto governou, Ilim-Ilimma foi ameaçado pelo rei Parsatatar de Mitani, que provavelmente atuou como instigador da revolta que causou em ca. 1 525 a.C. sua morte e a fuga da família real halabita para Emar.

## Destino da dinastia
Halabe permaneceu sob autoridade de Mitani, e Idrimi permaneceu em exílio por sete anos, depois dos quais conquistou Alalaque e continuou sua dinastia como rei de Muquixe (Mukish) desde ca. 1 518 a.C..[a] Ilim-Ilima I foi o último rei da dinastia de Iamade a governar como rei de Halabe; seu neto Niquemepa pode ter retido Halabe, mas como rei de Alalaque.